# Neonella
Neonella Gertsch, 1936 è un genere di ragni appartenente alla famiglia Salticidae.

## Etimologia
Il nome deriva dall'alterazione di quello del genere Neon con cui ha spiccate rassomiglianze.

## Distribuzione
Le 12 specie oggi note di questo genere sono diffuse in America centrale e meridionale (ben quattro sono endemismi della sola Argentina); solo due specie, N. camillae e N. vinnula sono endemiche degli USA.

## Tassonomia
A dicembre 2010, si compone di 12 specie:
- Neonella antillana Galiano, 1988 — Giamaica
- Neonella cabana Galiano, 1998 — Argentina
- Neonella camillae Edwards, 2002 — USA
- Neonella colalao Galiano, 1998 — Argentina
- Neonella lubrica Galiano, 1988 — Paraguay
- Neonella mayaguez Galiano, 1998 — Porto Rico
- Neonella minuta Galiano, 1965 — Argentina
- Neonella montana Galiano, 1988 — Argentina
- Neonella nana Galiano, 1988 — Paraguay
- Neonella noronha Ruiz, Brescovit & Freitas, 2007 — Brasile
- Neonella salafraria Ruiz & Brescovit, 2004 — Brasile
- Neonella vinnula Gertsch, 1936[2] — USA